# Khadoudja
Khadoudja es una ópera en dos actos para cuatro voces solistas, coro de coulisses y orquesta sinfónica con música de Roger Jénoc, sobre texto versificado de Emile Roudié (enlace roto disponible en Internet Archive; véase el historial, la primera versión y la última).. Los dos actos se subdividen en 7 escenas. Esta ópera fue estrenada sobre la escena del Teatro Nouveau, en París, en 1926. Su duración es de alrededor de 75 minutos.
La acción transcurre en el oasis de Bou Saâda (Argelia), en una época indetereminada en el crepúsculo. 